# Престенский, Пётр Захарович
Пётр Захарович Престенский — советский хозяйственный, государственный и политический деятель, Герой Социалистического Труда, генерал-майор.

## Биография
Родился в 1904 году на хуторе Каировский. Член КПСС.
С 1926 года — на военной службе, общественной и политической работе. В 1926—1971 гг. — командир взвода, участник ликвидации басмачества в Средней Азии, начальник штаба, командир саперной бригады на Северо-Западном фронте, начальник оперативного отдела штаба инженерных войск Юго-Западного фронта, главный инженер 36-го Управления оборонительного строительства, главный инженер, начальник Управления начальника работ в Прибалтийском военном округе, начальник УИР на строительстве объектов ракетных войск, начальник Управления инженерных работ № 57 Главного управления специального строительства Министерства обороны СССР в городе Мирный.
Указом Президиума Верховного Совета СССР от 29 августа 1969 года присвоено звание Героя Социалистического Труда с вручением ордена Ленина и золотой медали «Серп и Молот».
Почетный гражданин города Мирного.
Умер в Ленинграде 9 июля 1987 года, похоронен на Серафимовском кладбище.